# Victoria Ivleva
Victoria Ivleva, née Ивлева, Виктория Марковна [Viktoria Markovna Ivleva] le 1er juin 1956 à Leningrad, est une journaliste, photographe et activiste russe.
Victoria Ivleva a étudié à l'Institut national de la culture de Saint-Pétersbourg puis à l'Université d'État de Moscou. Elle est connue pour ses reportages en images des conflits dans le monde. Elle a travaillé neuf années pour Novaïa Gazeta.

Dès le début de l'invasion de l'Ukraine en 2022, elle s'installe à Kiev et y fait des reportages photographiques. 
Elle a reçu en 1992 le World Press Photo of the Year dans la catégorie Science & Technology pour ses photographies prises le 1er janvier 1991 À l'intérieur de Tchernobyl («Внутри Чернобыля») montrant l'intérieur du réacteur détruit de Tchernobyl,.

## Ouvrages
- Temps présents de la Russie : de la sainte Russie à la pérestroïka, textes de Claude-Marie Vadrot, Paris, éditions du May, 158 p. 1988  (ISBN 2-906450-26 X).
- justice for khojaly en 2011[6].

## Expositions
- 2014 : exposition à Moscou pour le Comité international de la Croix-Rouge (CICR)[7].
- 16 décembre 2016 - 22 janvier 2017 : In the footsteps of The Sacrifice. In memory of Andrey Tarkovsky, The Lumiere Brothers Center for Photography (en), Moscou[8].